# Club Deportivo y Social Santa Emilia
El Club Deportivo y Social Santa Emilia es un club de fútbol uruguayo fundado en 1950, en la ciudad de Cardona, Soriano. Compite en la Liga regional de fútbol de Cardona, perteneciente a la federación de Colonia, donde en ambas competiciones se encuentra como el vigente campeón. Participante de la primera Copa AUF Uruguay, convirtiéndose el único club de la liga en hacerlo. Campeón del departamento en todas sus categorías, siendo el único club de dicha federación en conseguirlo.

## Historia
El club fue fundado el 25 de junio de 1950 con el nombre Club Atlético Juventud Unidapero más tarde cambió el nombre a "Santa Emilia" debido a una estancia con ese nombre desde la cual provenían la mayoría de sus jugadores en ese entonces.
Participa en la Liga Regional de Fútbol de Cardona y en la Liga Mayor de Colonia aunque el club se encuentra en el Departamento de Soriano, en la ciudad de Cardona.
Campeón departamental de Colonia en todas sus categorías (sub-14, sub-15, sub-17 y primera división), logro que ostenta de forma exclusiva en todo el departamento.
Futbolísticamente, el club alcanzó su techo en la temporada 2022, donde fue clasificado gracias a su buen rendimiento en la copa OFI B 2021, a la divisional A de la Copa Nacional de Clubes, la máxima categoría del fútbol del interior uruguayo, y consecuentemente a la reciente Copa AUF Uruguay, ambas cosas inéditas para la liga de Cardona, además ese mismo año conquistó la copa departamental de Colonia interior, agregando una segunda estrella a su escudo.

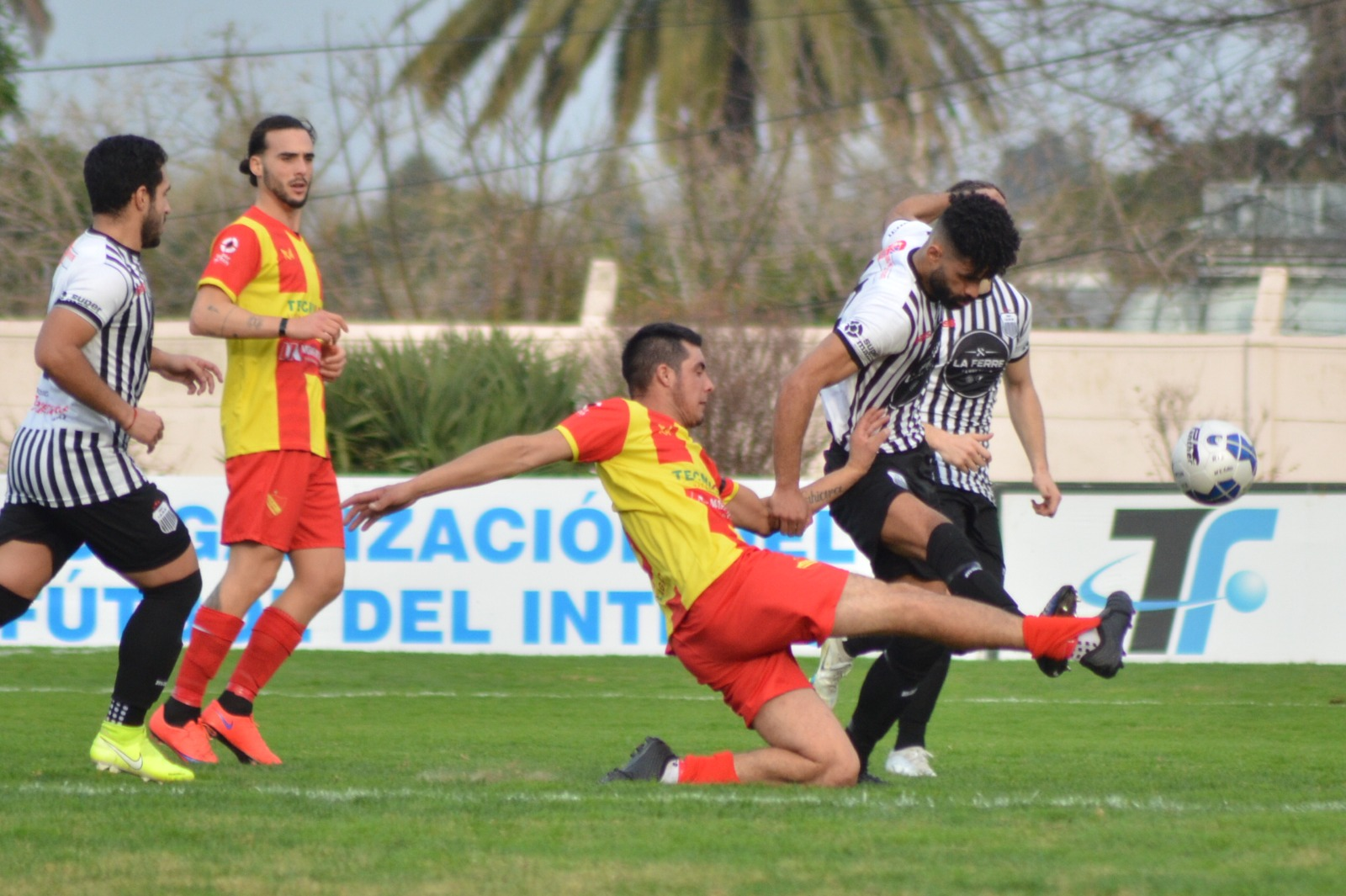
Incidencia del partido Santa Emilia - Río Negro por la Copa OFI divisional A en el estadio Casto Martínez Laguarda

En la temporada 2023 mantuvo el nivel campeonando en tercera y primera división de la liga localy consagrándose bicampeón departamental, ganándose la posibilidad de disputar el cupo por el departamento de Colonia para la divisional A del Campeonato Nacional de Clubes de OFI 2024, partido de ida y vuelta con Juventud de Colonia (campeón de la Liga de Colonia 2023), en el cual se impuso en un global 4-0accediendo directamente a la edición 2024 del campeonato nacional.

## Estadio
Disputa sus partidos en el Estadio Parque "Juventud Unida", que obtiene su nombre del nombre original del club al momento de su fundación. En el año 2020 se le colocaron luces al mismo para poder disputar partidos a la noche.
La sede social del club se encuentra en el mismo predio que su cancha.

## Uniformes
El uniforme titular consta de camiseta roja con vivos amarillos, habiendo utilizado camisetas a rayas verticales y también con franja diagonal de izquierda a derecha, short y medias rojas, negras o blancas.

## Palmarés

#### Primera División:
- Liga Regional de Fútbol de Cardona (7):[11] 1979, 1982, 2000, 2016, 2019, 2023, 2024
- Liga Mayor de Colonia (3):[12] 2018, 2022, 2023

#### Inferiores:
- Federación Departamental de Futbol de Colonia (3) : 2006,[13] 2009,[14] 2018[15]

Sub 15, Sub 17 y Sub 14 respectivamente.